# Taiba, Gambia
Taiba är en ort i Gambia. Den ligger i regionen North Bank, i den centrala delen av landet, 110 km öster om huvudstaden Banjul. Antalet invånare var 106 vid folkräkningen 2013.